# Svein Tuft
Svein Tuft (Langley, 9 mei 1977) is een Canadees voormalig wielrenner. Hij was een gepatenteerde tijdrijder.

## Carrière
Tuft behaalde in 2004, 2005 en 2006 de nationale tijdrittitel bij de profs. Sinds 2005 reed hij voor Symmetrics Cycling Team; van 2009 tot 2010 reed hij voor Team Garmin-Slipstream; in 2011 voor Team SpiderTech powered by C10 en tussen 2012 en 2018 voor Mitchelton-Scott.
Tijdens de Ronde van Italië 2014 veroverde Tuft, op de dag dat hij 37 jaar werd, de roze trui, nadat hij als eerste over de streep kwam in de ploegentijdrit.

## Belangrijkste overwinningen
2001
7e etappe Grote Prijs van Beauce
2004
 Canadees kampioen tijdrijden, Elite
2005
 Canadees kampioen tijdrijden, Elite
2006
1e en 3e etappe (ploegentijdrit) Ronde van El Salvador
 Canadees kampioen tijdrijden, Elite
Proloog Ronde van Chihuahua
2007
11e etappe deel A Ronde van Cuba
Eindklassement Ronde van Cuba
U.S. Cycling Open
4e etappe Ronde van El Salvador (ploegentijdrit)
 Eindklassement UCI America Tour
2008
 Pan-Amerikaans kampioen tijdrijden, Elite
4e etappe deel A Tour de Beauce
Eindklassement Tour de Beauce
 Canadees kampioen tijdrijden, Elite
2009
 Canadees kampioen tijdrijden, Elite
2010
 Canadees kampioen tijdrijden, Elite
5e etappe Ronde van Denemarken
Proloog Eneco Tour
2011
4e en 6e etappe Tour de Beauce
 Canadees kampioen tijdrijden, Elite
 Canadees kampioen op de weg, Elite
GP Stad Zottegem
2012
1e etappe Tirreno-Adriatico (ploegentijdrit)
4e etappe Tour de Beauce
 Canadees kampioen tijdrijden, Elite
2e (ploegentijdrit) en 6e etappe Eneco Tour
Duo Normand (met Luke Durbridge)
2013
4e etappe Ronde van San Luis
1e etappe Ronde van Slovenië
4e etappe Ronde van Frankrijk (ploegentijdrit)
Duo Normand (met Luke Durbridge)
2014
1e etappe Ronde van Italië (ploegentijdrit)
 Canadees kampioen tijdrijden, Elite
 Canadees kampioen op de weg, Elite
2016
Duo Normand (met Luke Durbridge)
2017
 Canadees kampioen tijdrijden, Elite
2018
 Canadees kampioen tijdrijden, Elite

## Resultaten in voornaamste wedstrijden
| Jaar | Ronde van Italië | Ronde van Frankrijk | Ronde van Spanje |
| ---- | ---------------- | ------------------- | ---------------- |
| 2009 |                  |                     | opgave           |
| 2010 | 125e             |                     |                  |
| 2011 |                  |                     |                  |
| 2012 | 148e             |                     |                  |
| 2013 | 154e             | 169e (laatste)      |                  |
| 2014 | 155e             | 131e                |                  |
| 2015 |                  | 159e                |                  |
| 2016 | 144e             |                     | 158e             |
| 2017 | 142e             |                     | opgave           |
| 2018 | 147e             |                     |                  |
| 2019 |                  |                     |                  |

| Jaar | Milaan-San Remo | Gent-Wevelgem | Ronde van Vlaanderen | Parijs-Roubaix | Waalse Pijl |  | WK op de weg |  | Wereldranglijsten |
| ---- | --------------- | ------------- | -------------------- | -------------- | ----------- |  | ------------ |  | ----------------- |
| 2009 | 138e            |               | opgave               |                |             |  | opgave       |  |                   |
| 2010 | opgave          | 107e          | opgave               |                |             |  | 85e          |  | 83e (UWK)         |
| 2011 |                 |               |                      |                |             |  | 139e         |  |                   |
| 2012 | opgave          | 139e          | opgave               | opgave         |             |  | opgave       |  | 96e (UWT)         |
| 2013 |                 |               |                      |                |             |  |              |  |                   |
| 2014 | 89e             | opgave        |                      |                |             |  |              |  |                   |
| 2015 |                 |               |                      |                |             |  |              |  |                   |
| 2016 |                 | opgave        | opgave               | opgave         |             |  |              |  |                   |
| 2017 |                 |               |                      |                |             |  |              |  | 435e (UWT)        |
| 2018 | 152e            |               |                      |                |             |  |              |  |                   |
| 2019 |                 |               |                      |                | opgave      |  |              |  |                   |

## Ploegen
- 2001 –  Mercury-Viatel (stagiair vanaf 1-9)
- 2002 –  Prime Alliance Cycling Team
- 2003 –  Prime Alliance Cycling Team
- 2005 –  Symmetrics Cycling Team
- 2006 –  Symmetrics Cycling Team
- 2007 –  Symmetrics Cycling Team
- 2008 –  Symmetrics Cycling Team
- 2009 –  Garmin-Slipstream
- 2010 –  Garmin-Transitions
- 2011 –  Team SpiderTech powered by C10
- 2012 –  Orica GreenEDGE [a]
- 2013 –  Orica GreenEDGE
- 2014 –  Orica GreenEDGE
- 2015 –  Orica GreenEDGE
- 2016 –  Orica-BikeExchange [b]
- 2017 –  Orica-Scott
- 2018 –  Mitchelton-Scott
- 2019 –  Rally UHC Cycling

1. ↑  Tot de Ronde van Italië heette de ploeg GreenEDGE, maar na het aantrekken van Orica als hoofdsponsor werd de naam veranderd.
2. ↑  Tot 1 juli heette de ploeg Orica GreenEDGE, maar na het aantrekken van BikeExchange als cosponsor werd de naam veranderd.